# Mjøsa
Mjøsa je největší norské jezero. Leží v jižní části Norska, asi 100 km severně od Oslo. Jeho plocha je 365 km², objem jezera je odhadován kolem 56 km³, obvyklá nadmořská výška hladiny je 123 m. Největší hloubka je 468 m.

## Pobřeží

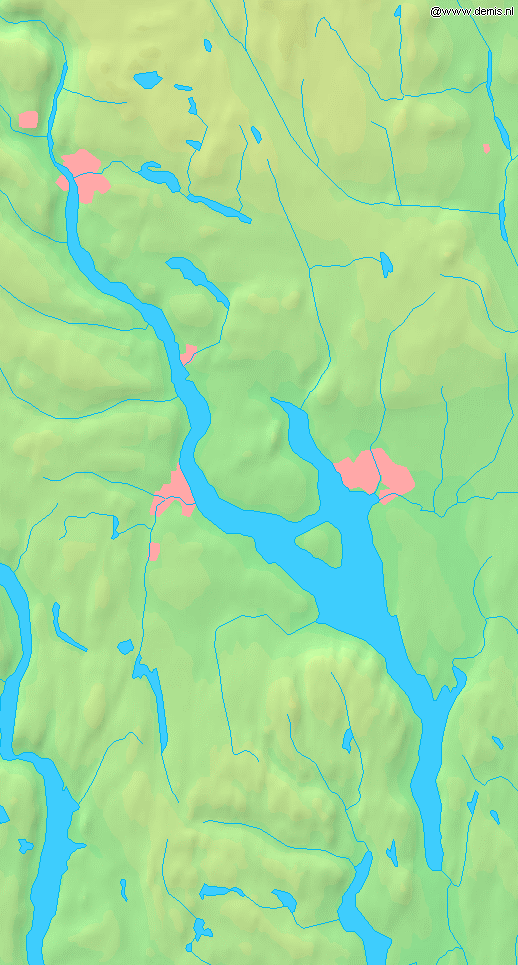
Jezero Mjøsa s městy Lillehammer (sever), Gjøvik (západ), and Hamar (východ)

Od jeho nejjižnějšího místa u Minnesundu v Eidsvoll až k nejsevernějšímu bodu u Lillehammeru měří jezero 117 km. V nejširším místě, poblíž Hamar, má 15 km. Délka pobřeží jezera Mjøsa se odhaduje kolem 273 km, ze kterých je 30 % zastavěno.

## Ostrovy
Na jezeře se nacházejí pouze dva ostrovy. Největším z nich je Helgøya, na který vede silnice z vesničky Nes på Hedmark (zkráceně Nes). Asi 150 metrů jižně od ostrova se nachází další, ostrůvek jménem Holmen.

## Vodní režim
Jeho hlavním přítokem je Gudbrandsdalslågen, který se vlévá do jezera ze severu; hlavním odtokem je Vorma (přítok řeky Glomma) na jihu. Přehrady postavené na řece Vormě v roce 1858, 1911, 1947 a 1965 zvýšily hladinu přibližně o 3,6 metru. Za posledních 200 let bylo registrováno 20 povodní, které přesáhly o 7 metrů běžnou hladinu jezera. Několik takových povodní zaplavilo i město Hamar.

## Využití
Města Hamar, Gjøvik a Lillehammer byla založena podél břehů jezera. Jezero je splavné. Kromě rekreačních plavidel a parníku Skibladner není na jezeru žádný provoz. Na většině břehů převládají zemědělské plochy, některé části pobřeží patří k nejúrodnějším v Norsku.
Po východním břehu jezera vede hlavní železniční trať mezi Oslo a Trondheimem, přičemž vlaky stavějí i v Hamaru a Lillehammeru.